# Луцій Віпстан Публікола
Лу́цій Віпста́н Публі́кола (лат. Lucius Vipstanus Poplicola; 14 — після 60 року) — політичний діяч ранньої Римської імперії, консул 48 року.

## Життєпис
Походив з роду Віпстанів. Син Луція Віпстана Галла, претора 17 року, та Валерії. У 45 році сам став претором. Згодом входив до сенатської комісії з перестворення м. Теан у колонію. У 48 році обрано консулом разом з Авлом Вітеллієм. Під час своєї каденції запропонував надати імператору Клавдію титул батька сенату у зв'язку із проведенням перегляду списків сенату, але той відхилив цю пропозицію. З 59 до 60 року як проконсул керував провінцією Азія. Подальша доля невідома.

## Родина
Дружина — Апронія
Діти:
- Гай Віпстан Апроніан, консул 59 року.